# Radio Rebel
Radio Rebel är en Disney Channel Original-film från 2012, baserad på romanen Shrinking Violet av Danielle Joseph.
Filmen är regisserad av Peter Howitt, skriven av Erik Patterson och Jessica Scott, samt spelas av Debby Ryan som Tara Adams.

## Rollista (i urval)
- Debby Ryan som Tara Adams,[1] en blyg skoltjej som i hemlighet tar till sig en radiopersonlighet, som Radio Rebel.
- Sarena Parmar som Audrey,[1] Taras vän, som hjälper henne att hålla Radio Rebels identitet hemlig.